# Julija Petrowna Rjabtschinskaja
Julija Petrowna Rjabtschinskaja (russisch Юлия Петровна Рябчинская; ukrainisch Юлія Петрівна Рябчинська Julija Petriwna Rjabtschynska; * 26. Januar 1947, Pischtschanka, Oblast Winnyzja, Ukrainische SSR; † 13. Januar 1973 in Poti, Georgische SSR) war eine sowjetische Kanutin. 
Die gelernte Krankenschwester startete für Lokomotiv Odessa. 1971 gewann sie die sowjetischen Meistertitel im Vierer-Kajak und der 4-mal-500-Meter-Staffel. Bei den Weltmeisterschaften 1971 in Belgrad trat der sowjetische Vierer-Kajak mit Jekaterina Kuryschko, Natalja Boiko, Julija Rjabtschinskaja und Ljudmila Pinajewa an und gewann die Goldmedaille vor den beiden deutschen Booten aus der BRD und der DDR.
Bei den Olympischen Spielen 1972 startete Rjabtschinskaja im Einer-Kajak. Sie gewann die Goldmedaille mit fast einer Sekunde Vorsprung vor Mieke Jaapies aus den Niederlanden und einer weiteren Sekunde vor der drittplatzierten Ungarin Anna Pfeffer. 
Die von Antonina Seredina betreute Rjabtschinskaja befand sich im Wintertraining auf dem Paleostomi-See in Georgien, als sie kenterte und sich schwer verkühlte. Kurz vor ihrem 26. Geburtstag verstarb sie an den Folgen dieser Unterkühlung. Jedes Jahr im Frühling wird in Moskau ein internationaler Kanuwettbewerb zu ihrem Gedenken ausgetragen. Julija Rjabtschinskaja wurde das Ehrenzeichen der Sowjetunion und der Titel Verdienter Meister des Sports verliehen.

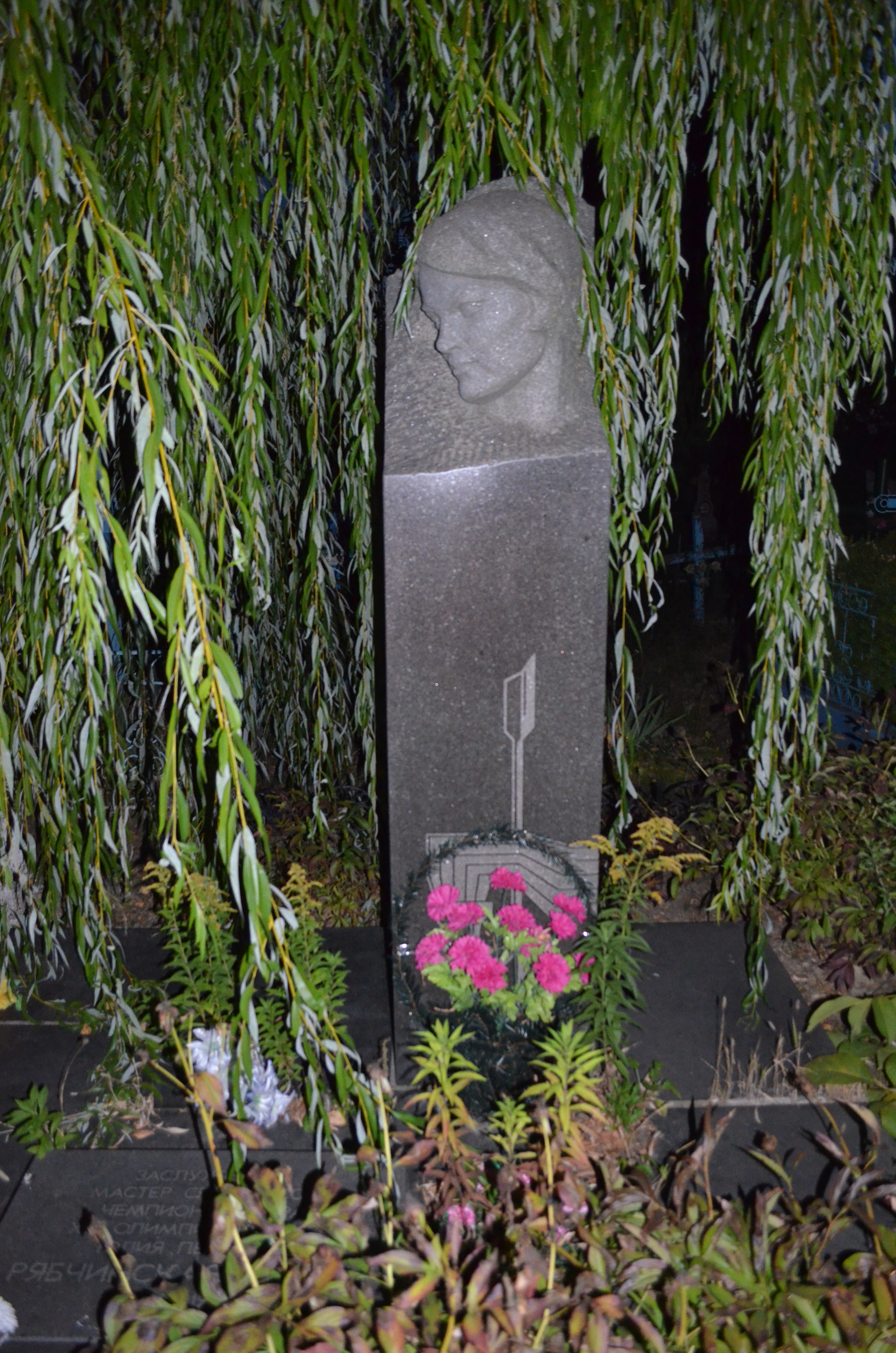
Rjabtschinskajas Grab in Pischtschanka